# امپراطوری سلاطین
امپراطوری سلاطین (انگلیسی: Empire of the Sultans) یا امپراتوری سلاطین: هنر عثمانی مجموعه خلیلی یک نمایشگاه توریستی بین سال‌های ۱۹۹۵–۲۰۰۴ بود که اشیایی از مجموعه هنر اسلامی خلیلی را به نمایش می‌گذاشت. حدود دویست نمایشگاه، از جمله خوشنویسی، منسوجات، سفال، اسلحه، و فلزکاری، هنر و زندگی روزمره شش قرن امپراتوری عثمانی را به تصویر می‌کشد. بسیاری از اشیاء برای رهبران امپراتوری، سلاطین ساخته شده بود. دو قطعه از آثار خوشنویسی کار خود سلاطین بود.
در دهه ۱۹۹۰، این نمایشگاه توسط موسساتی در سوئیس، بریتانیا و اسرائیل میزبانی می‌شد. از سال ۲۰۰۰ تا ۲۰۰۴ از سیزده شهر در ایالات متحده بازدید کرد، دوره ای که اسلام به ویژه به دلیل حملات ۱۱ سپتامبر و جنگ‌های متعاقب آن در خاورمیانه بحث‌برانگیز شد. منتقدان این نمایشگاه را گسترده و آموزنده توصیف کردند. آنها آن را به دلیل نمایش آثار هنری زیبا - به ویژه خط - و ارائه دیدگاهی تازه از اسلام تحسین کردند. کاتالوگ‌ها به زبان‌های انگلیسی و فرانسوی منتشر شد.